# Клепиковская
Клепиковская — деревня в Сямженском районе Вологодской области.
Входит в состав Раменского сельского поселения, с точки зрения административно-территориального деления — в Раменский сельсовет.
Расстояние по автодороге до районного центра Сямжи — 40 км, до центра муниципального образования Раменья — 2 км. Ближайшие населённые пункты — Гремячий, Лодыженская, Раменье.
По переписи 2002 года население — 26 человек (16 мужчин, 10 женщин). Всё население — русские.